# Rinvio recettizio
Nel caso in cui nella fonte statale ci si riferisca alla fonte di diritto internazionale, questo rinvio sarà, di norma, un rinvio recettizio e cioè semplicemente un rinvio alle disposizioni di quella fonte (che vengono quindi inserite nell'ordinamento giuridico italiano) e non a quella fonte di produzione.